# Antonio Torner Carbó
Antonio Torner Carbó (* 13. Juni 1825 in Saragossa; † 4. Februar 1883) war ein spanischer Mathematiker.
Sein Vater war Kommissar im Kriegsministerium und Carbó besuchte ab 1840 die Militärakademie und ab 1843 die Pionierakademie (Militär-Ingenieursakademie). 1847 wurde er Pionier-Leutnant. Er nahm an den Kämpfen in Madrid im Rahmen der Revolution von 1848 teil, baute an den Befestigungen von Melilla und auf den Islas Chafarinas und war an der Niederschlagung sozialer Unruhen in Katalonien von 1846 bis 1849 im Rahmen des zweiten Karlisten-Krieges beteiligt (Guerra de los Matiners). 1850 wurde er Professor an der Akademie von Guadalajara und wirkte in dieser Zeit an Bauprojekten in Kastilien und Katalonien. 1873 bis 1881 kommandierte er die Militäringenieure in Cádiz. Er wurde Oberst (Coronel), Brigadier und Subinspektor der Ingenieure und wurde 1883 zum Leiter der Zentralverwaltung des Militärgouverneurs der Provinz Guadalajara ernannt, starb aber vorher an einer Krankheit.
Er schrieb ein Analysis-Lehrbuch, das 1879 erschien.
Er war Kommandeur des Ordens von Isabella der Katholischen und des Ordens von Karl III.